# Cylindrocystis brebissonii
Cylindrocystis brebissonii là một loài Song tinh tảo trong họ Mesotaeniaceae, thuộc chi Cylindrocystis.